# Ambo (Perù)
Ambo è un comune del Perù, situato nella Regione di Huánuco e capoluogo della Provincia di Ambo.